# 大安乡 (渭源县)
大安乡，是中华人民共和国甘肃省定西市渭源县下辖的一个乡镇级行政单位。

## 行政区划
大安乡下辖以下地区：
张家川村、中庄村、潘家湾村、大石岔村、大涝子村、杜家铺村、红堡子村、方家庄村、井儿山村和邱家川村。